# Jenny Duncalf
Jenny Duncalf, née le 10 novembre 1982 à Haarlem, est une joueuse professionnelle de squash représentant l'Angleterre. Elle atteint, en décembre 2009, la deuxième place mondiale sur le circuit international, son meilleur classement. Elle est championne d'Europe junior en 2001 et finaliste du championnat du monde en 2011.

## Biographie
Jenny Duncalf est née à Haarlem mais grandit à Harrogate dans le Nord de l'Angleterre. Elle pratique tous les sports dès sa plus tendre enfance avec un penchant pour le football mais il n'y a pas de catégorie féminine pour les jeunes filles de plus de dix ans et elle se tourne alors vers le squash, passant ses journées au club de squash. Après ses études, elle devient joueuse professionnelle. Elle atteint la deuxième place mondiale en décembre 2009 et s'y maintient durant 27 mois consécutifs, un record. Elle souffre durant sa carrière de l'hégémonie de Nicol David qu'elle affronte par 37 reprises, s'inclinant 35 fois.
En mai 2019, elle annonce que le British Open sera le dernier tournoi de sa carrière.

## Vie privée
Jenny Duncalf est ouvertement lesbienne, et est en couple avec la joueuse professionnelle de squash australienne Rachael Grinham.

## Palmarès

### Titres
- Qatar Classic : 2009
- Carol Weymuller Open : 2 titres (2009[4], 2010)
- US Open : 2009
- Monte-Carlo Squash Classic : 2015
- WISPA Masters 2010
- Open de Greenwich : 2006
- Championnats d'Europe de squash: 3 titres (2006, 2007, 2010)
- Championnats britanniques : 2 titres (2007, 2009)
- Championnats du monde par équipes : 2 titres (2006, 2012)
- Championnats d'Europe junior : 2001

### Finales
- Championnats du monde : 2011
- British Open : 2008
- Hong Kong Open : 2010
- Open de Malaisie : 2 finales (2010, 2011)
- Carol Weymuller Open : 2 finales (2007, 2011)
- Open des îles Caïmans : 2 finales (2010, 2011)
- Australian Open : 2011
- Open de Chennai : 2010
- Open de Séoul : 2009
- Hurghada International : 2008
- Championnats britanniques : 2 finales (2010, 2011)
- Championnats du monde par équipes : 2 finales (2008, 2010)